# Plantador

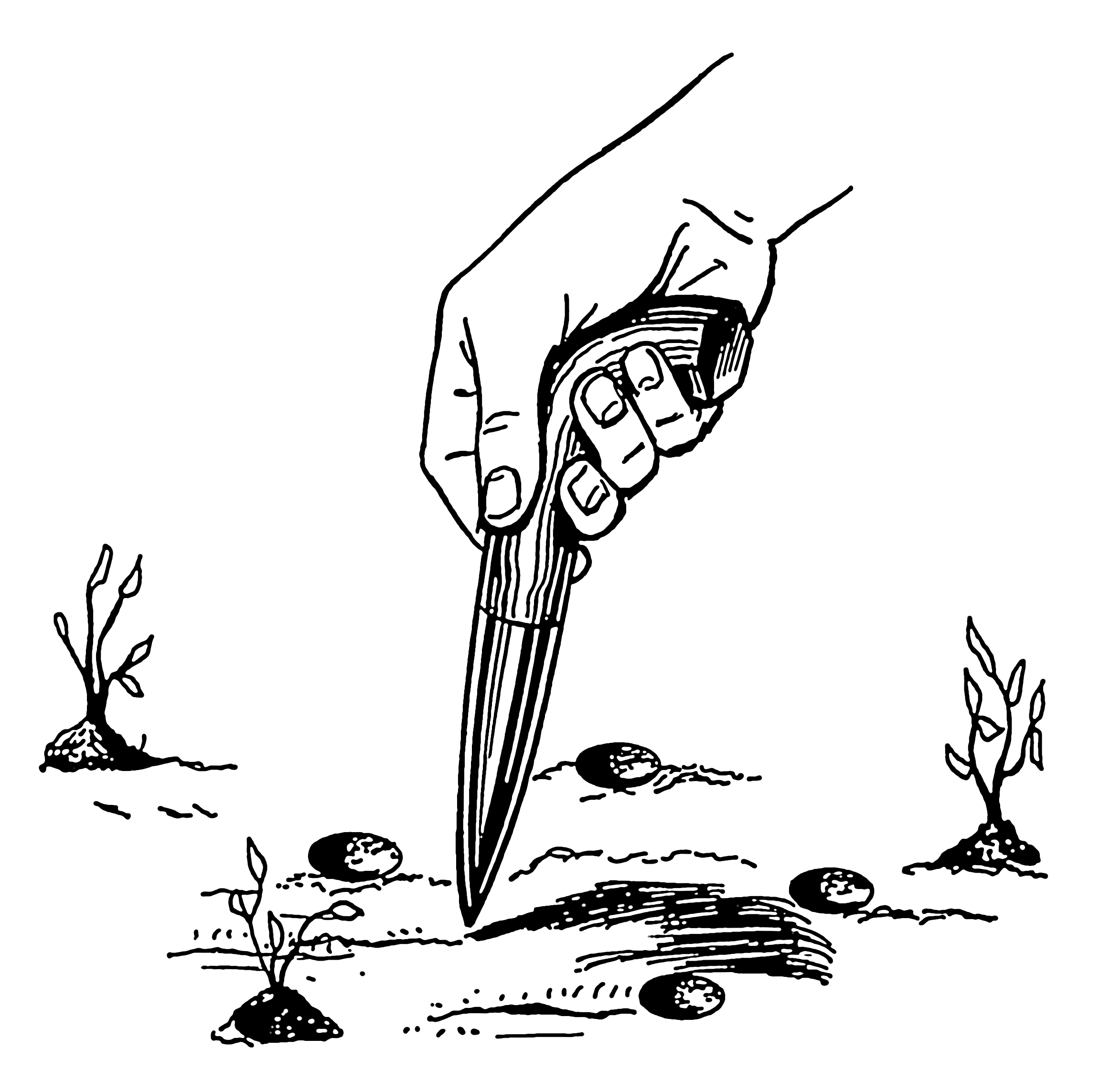
Dibuix d'un plantador

Un plantador és una eina agrícola manual utilitzada per a fer forats dins la terra i posar-hi llavors, plantes o bulbs.
Abans estaven fets de fusta i actualment són de metall o de plàstic.
La forma més habitual és la cònica amb un mànec formant un angle de 45 graus aproximadament.
També n'hi ha que són com petites pales.
Per a plantar amb el plantador es fa un forat a la terra presionant amb la punta de l'eina i, si la terra no està massa seca, es mantindrà el forat per a poder deixar la llavor, ubicar les arrels de la planta o deixar-hi una part vegetativa.
Únicament per a plantar bulbs o altres estructures similars el plantador disposa de dues peces mòbils que un cop col·locat el bulb dins del planador s'introdueixen en la terra i fan el forat al mateix temps que deixen el bulb enterrat.